# Phlyctidocarpa
Phlyctidocarpa je  rod štitarki smješten u vlastiti tribus Phlyctidocarpeae. Jedina je vrsta P. flava, endem iz Namibije. 
To je jednogodišnja biljka i prvenstveno raste u pustinjskim ili suhim biomima grmlja.